# Ykskivi (ö i Lappland)
Ykskivi är en ö i Finland. Den ligger i Bottenviken och i kommunen Simo i den ekonomiska regionen  Kemi-Torneå i landskapet Lappland, i den norra delen av landet. Ön ligger omkring 110 kilometer söder om Rovaniemi och omkring 600 kilometer norr om Helsingfors.
Öns area är 6 hektar och dess största längd är 490 meter i sydöst-nordvästlig riktning.